# يحيى المشد
العالم الشهيد يحيى المَشَدّ (1932- 14 يونيو 1980) هو عالم ذرَّة وفيزياء نووية وأستاذ جامعي مصري ، درّسَ في العراق في الجامعة التكنولوجية قسم الهندسة الكهربائية، وقاد برنامج العراق النووي. في يونيو 1980 اغتيل في غرفة فندق في باريس في عملية نُسبت على نطاق واسع إلى الموساد.

## النشأة وتعليمه
وُلد يحيى المشد في مدينة بنها في مصر عام 1932، تلقى تعليمه في مدارس مدينة طنطا  وتخرج من قسم الفيزياء بكلية العلوم جامعة الاسكندرية سنة 1952م.
ولد المشد في بنها بمصر عام 1932. تلقى تعليمه في طنطا وتخرج من قسم الفيزياء بكلية العلوم بجامعة الإسكندرية عام 1952. سافر إلى لندن للحصول على الدكتوراه في عام 1956، لكنه غير وجهته إلى موسكو لإكمال دراسته بسبب أزمة السويس. أمضى قرابة ست سنوات في الاتحاد السوفيتي قبل أن يعود إلى مصر عام 1964 ويعمل أستاذاً في الهندسة النووية بجامعة الإسكندرية.

## عمله
التحق المشد بهيئة الطاقة الذرية المصرية وعمل كفيزيائياً نوويًا حتى تم تجميد البرنامج النووي المصري بعد حرب الأيام الستة عام 1967 مما أدّى إلى إيقاف الأبحاث في المجال النووي بمصر. أصبح الوضع أصعب بالنسبة له بعد حرب أكتوبر 1973 حيث تم تحويل الطاقات المصرية إلى اتجاهات أخرى، وهو الأمر الذي لم يساعده على الإبداع، فأدى ذلك إلى ذهابه إلى العراق ليبدع في أبحاثه في المجال النووي.
كان لتوقيع صدام حسين في 18 نوفمبر 1975 اتفاقية التعاون النووي مع فرنسا أثره في جذب العلماء المصريين إلى العراق، فسافر إليها حيث قاد البرنامج النووي العراقي وأشرف على التعاون النووي العراقي مع فرنسا. وفي عام 1980 رفض استلام شحنة يورانيوم لعدم استيفائها للمواصفات المتفق عليها، وبعد ذلك أصر الفرنسيون على حضوره شخصيا إلى باريس لاستلام الشحنة.

## اغتياله
في 14 يونيو 1980، عُثر على المشد ميتاً في غرفته بفندق لو ميريديان في باريس. تشير بعض المصادر إلى أنه عُثر عليه مصابا بقطع في حنجرته وطعنات متعددة، بينما تشير مصادر أخرى إلى أنه تعرض للضرب حتى الموت. بعد أسابيع قُتلت عاهرة باريسية يُزعم أنها كانت ذات صلة بوفاة المشد في حادث سيارة. اشتبهت السلطات الفرنسية في جهاز المخابرات الإسرائيلي الموساد لكنها لم تقدم أي دليل. أصدرت إسرائيل تصريحات فور وفاة المشد زعمت فيها أن البرنامج النووي العراقي قد عرقل، لكنها نفت تورطها.

## وصلات خارجية
- يحيى المشد على موقع أرشيف الشارخ.
- اغتيال المشد"برنامج سري للغاية..يسري فودة" على يوتيوب.
- بعض من قصة حياه الدكتور المشد.
- ملابسات اغتياله.
- اغتيال يحيى المشد حسب الجزيرة.
- «قتلة العلماء».